# Ophthalamia
Az Ophthalamia egy svéd black metal együttes volt 1989-től 1998-ig.

## Története
1989-ben alapította All énekes és IT gitáros, akik az Abruptum és a Vondur együttesek tagjai voltak. Az Ophthalamia nevet egy kitalált világról kapták, amelyet IT gitáros talált ki. Az utolsó, 1998-as albumukig a fő téma ez a kitalált világ volt. Az utolsó nagylemezük viszont a Macbethről szólt. Az Ophthalamia 1998-ban feloszlott.

## Tagok
- IT - gitár, ének
- Night - gitár
- Bone - dob, ütős hangszerek
- All - ének
- Mist - basszusgitár

## Korábbi tagok
- Shadow - ének
- Legion - ének
- Winter - dob
- Mourning - basszusgitár

## Diszkográfia
- A Journey in Darkness (1994)
- Via Doloresa (1995)
- To Elishia (válogatás, 1997)
- A Long Journey (az első nagylemezük újra rögzítve, 1998)
- Dominion (1998)